# Los muertos de la noche
Los muertos de la noche (título original en inglés, The Death of the Night o The Dead of Night) es el segundo libro de la serie de novelas Tomorrow del escritor John Marsden.  La novela está narrada en primera persona por el personaje principal, una adolescente llamada Ellie Linton, que forma parte de un pequeño grupo de adolescentes que libran una guerra de guerrillas contra el enemigo en su ciudad natal ficticia de Wirrawee, centrándose en los sucesos después de los acontecimientos ocurridos en la novela anterior.

## Argumento
A raíz de perder a Corrie Mackenzie y Kevin Holmes, y sin saber cómo les está yendo a ninguno de ellos en territorio enemigo, la moral del grupo se deteriora. Homer Yannos sugiere que el grupo intente localizar a Corrie y Kevin. Liberan una bomba de humo en el hospital e investigan durante la evacuación. Descubren que Corrie está en coma y que Kevin fue golpeado cuando llegó.
Recién después del descubrimiento de lo que les había sucedido a sus amigos, el grupo accede a atacar al grupo de convoyes en la carretera a Cobbler's Bay. Mientras preparaban su emboscada, el grupo es sorprendido por una pequeña patrulla. Homer mata a un soldado y hiere a otro con una escopeta recortada a corta distancia, antes de entrar en estado de shock. Un tercer y último soldado entra en pánico y huye hacia los matorrales lejos de la carretera, dejando atrás su mochila y su rifle. Ellie se hace cargo de la situación, mata al soldado herido y toma la decisión de continuar con el ataque. El ataque resulta teniendo todo un éxito y el grupo regresa a "El Infierno".
Deciden que su próximo curso de acción debería ser investigar los otros caminos dentro y fuera de "El Infierno" para determinar a dónde conducen. Chris, sin embargo, decide no ir y se queda atrás. Su exploración los lleva a un grupo de australianos libres llamados "Héroes de Harvey" liderados por el ex director de la escuela y reservista del ejército, el Comandante Harvey. Se niega a permitir que cualquier parte del grupo regrese a "El Infierno" para encontrar a Chris. Aunque Harvey se jacta de haber realizado varios ataques al enemigo, estos ataques se revelan como actos de bajo riesgo. Se invita al grupo a presenciar cómo los héroes de Harvey destruyen un tanque abandonado, pero son conducidos a una emboscada enemiga y tienen que huir de la escena. Fiona "Fi" Maxwell es perseguida por un soldado enemigo, pero Homer y Ellie tienden una emboscada e incapacitan al hombre mientras se prepara para violar a Fi, pero no se atreven a matarlo cuando descubren que es un adolescente como ellos. Lee Takkam llega y apuñala al soldado en el corazón, molestando a los demás.
Cuando regresan a "El Infierno" para encontrar a Chris ausente y luego se dirigen a Wirrawee. El grupo se refugia en la casa del profesor de música de Robyn Mathers, donde Ellie y Lee consumen su relación por primera vez. Pasan a una iglesia, donde vigilan a algunos de los primeros colonos. Aquí descubren que el Comandante Harvey, presuntamente muerto en la emboscada, ahora está trabajando directamente con el enemigo. Conmovidos por este descubrimiento, se disponen a explotar varias de las casas.
El ataque tiene éxito, pero en su camino de regreso a "El Infierno", ven un vehículo volcado cerca de una presa y una investigación más a fondo revela que Chris volcó el coche y murió semanas atrás. El libro termina donde todo comenzó, con el grupo deprimido y con la moral del grupo baja.

## Recepción
El libro fue bien recibido y fue reconocido como un libro notable por el Children's Book Council of Australia en 1995. También hizo la propia lista sobresaliente de Canberra en 1998.

## Adaptación cancelada
En diciembre de 2010, The Age informó que la novela había recibido luz verde para la producción, que comenzaría una vez que se completara el guion de Stuart Beattie en la adaptación de la primera novela, con un lanzamiento programado para el año de 2012. La filmación estaba prevista comenzando en septiembre de 2011.
El 20 de noviembre de 2011, el Daily Telegraph de Sídney informó que la secuela aparentemente había sido cancelada. Lincoln Lewis dijo: "En esta etapa, no parece que vaya a seguir adelante".